# Geodia composita
Espèce
Geodia composita est une espèce d'éponges de la famille des Geodiidae présente dans le Canal du Mozambique ainsi qu'au nord et au nord-ouest de Madagascar dans l'océan Indien.

## Taxonomie
L'espèce est décrite par Ernst Bösraug (d) en 1913,.
Sa localité type est située près des côtes de l'île Europa.

## Publication originale
- (de) E. Bösraug, 1913, « Die Tetractinelliden », p. 231-251, in Reise in Ostafrika in den Jahren 1903-1905 mit Mitteln der Hermann und Elise geb. Heckmann Wentzel-Stiftung von Professor Dr. Alfred Voeltzkow. Wissenschaftliche Ergebnisse, Band III. Systematische Arbeiten. E. Schweizerbart'sche Verlagsbuchhandlung, Stuttgart 1908-1917